# Shūhei Nishida
Shuhei Nishida (Japón, 21 de mayo de 1910-13 de abril de 1997) fue un atleta japonés, especialista en la prueba de salto con pértiga en la que llegó a ser subcampeón olímpico en 1936.

## Carrera deportiva
En los JJ. OO. de Los Ángeles 1932 ganó la medalla de plata en el salto con pértiga.
Cuatro años después, en los JJ. OO. de Berlín 1936 volvió a ganar la medalla de plata en la misma prueba, saltando por encima de 4.25 metros, quedando en el podio tras el estadounidense Earle Meadows (oro con 4.35 m) y por delante de su compatriota Sueo Ōe (bronce también con 4.25 m pero en más intentos).